# Amaranthus muricatus
Amaranthus muricatus là loài thực vật có hoa thuộc họ Dền. Loài này được (Gillies ex Moq.) Hieron. mô tả khoa học đầu tiên năm 1881.